# Hotham Inlet
Das Hotham Inlet ist eine Inlandsbucht im Nordwesten Alaskas.
Das 1170 km³ große Gewässer besitzt eine Längsausdehnung von 83 km sowie eine maximale Breite von 24 km. Wichtigster Zufluss ist der Kobuk River. Dessen Mündungsdelta erstreckt sich über fast die gesamte Ostküste der Bucht. Nördlich davon befindet sich der Ekichuk Lake, eine 9 km tiefe Seitenbucht des Hotham Inlet. Im Süden verbindet ein 1,5 km breiter Sund das Hotham Inlet mit dem Selawik Lake. Im Westen trennt die Baldwin-Halbinsel das Hotham Inlet vom offenen Meer. An deren Nordspitze, gegenüber dem Mündungsdelta des Noatak River, befindet sich der 3 km breite Ausgang des Hotham Inlet zum Kotzebue-Sund.
Im Brackwasser des Hotham Inlet überwintert eine regionale Weißlachs-Population, die im Sommer zum Laichen zu den Oberläufen von Kobuk River und Selawik River wandert.
Benannt wurde die Bucht nach Vizeadmiral Henry Hotham (1777–1833), Offizier der britischen Royal Navy.